# Baldriga de Westland
La baldriga de Westland (Procellaria westlandica) és un ocell marí de la família dels procel·làrids (Procellariidae).

## Descripció
És una au d'hàbits pelàgics, d'uns 50 cm de llargada i prop de 140 cm d'envergadura. El seu plomatge és de color negre amb la part inferior de les ales que poden semblar de color platejat. Té el bec de color groc (blanc en els exemplars més joves) amb la punta de color negre. Té les potes i els peus negres.

## Distribució i hàbitat
La baldriga de Westland cria a les zones boscoses costaneres properes a Punakaiki, a l'Illa Sud de Nova Zelanda. A l'estiu migra cap al Pacífic central i a les aigües de l'est de Nova Zelanda, la costa est d'Austràlia i Sud-amèrica. També es pot observar a la costa de Xile i fins a l'Atlàntic Sud, a l'est de Tierra del Fuego.

## Reproducció
És una espècie que viu en colònies, on niuen en turons escarpats amb boscos a altures entre els 20 i els 250 metres i solen excavar caus en zones obertes properes a les zones d'enlairament. Es reprodueix a l'hivern. Ponen els ous a finals de maig i fan eclosió a finals de juliol. Les cries volen entre novembre i desembre. No totes les parelles crien cada any. Els exemplars joves tornen a la colònia a partir dels 3 anys, però no crien fins als 7 anys.

## Dieta
La seva dieta inclou una gran proporció de deixalles de la pesca, especialment durant la temporada de pesca del "hoki", que podria formar més de la meitat del menjar sòlid que donen als polls. No obstant això, estudis posteriors han indicat que l'espècie continua alimentant-se en zones més àmplies, fins i tot lluny de les flotes pesqueres.

## Població
L'estimació més recent de l'any 2013 és de 2.954 a 5.137 parelles reproductores. Aquesta xifra pot variar, ja que no totes les parelles es reprodueixen cada any. Si es considera que un 25% de les aus en edat reproductiva se salten la cria durant un any, es pot estimar una població d'entre 7.900 i 13.700 exemplars.
L'any 2014, la tempesta tropical Ita va afectar gran part de les colònies reproductives de la baldriga de Westland amb una afectació de fins al 75% de la població. Per sort, la tempesta va tenir lloc abans del període de posta, fet que va evitar la mort de molts adults a la zona de nidificació.

## Conservació
La principal amenaça per a l'espècie és la presència de mamífers terrestres com els gossos i gats salvatges i els animals de granja no controlats, com els porcs. Un altre perill per les aus són els llums nocturns de les poblacions costaneres que poden fer que es desorientin.